# Qeshm (città)
Qeshm (farsi قشم) è il capoluogo dello shahrestān di Qeshm, circoscrizione Centrale, nella provincia di Hormozgan. La città si trova sull'isola omonima. Aveva, nel 2006, una popolazione di 24.461 abitanti.